# Kienberg SO
Kienberg ist eine politische Gemeinde im Bezirk Gösgen des Kantons Solothurn in der Schweiz.

## Geographie

Luftbild (1953)

Kienberg liegt auf 549 m ü. M., 11 km nordnordöstlich der Stadt Olten (Luftlinie). Das Bauerndorf erstreckt sich auf der Nordseite des Solothurner Kettenjuras im Tal des Bruggbachs, am Nordfuss der Salhöhe. Nur auf einer Länge von 123 m hat die nordöstlichste Gemeinde des Kantons Solothurn eine gemeinsame Grenze mit dem übrigen Kantonsgebiet.
Die Fläche des 8,5 km² grossen Gemeindegebiets umfasst einen Abschnitt des östlichen Juras, der eine grosse landschaftliche Vielfalt zeigt. Geologisch liegt Kienberg am Übergangsbereich vom ungefalteten und in einzelne Schollen zerlegten Tafeljura zum Faltenjura, der hier einen komplizierten Schuppenbau aufweist und teilweise auf den Tafeljura aufgeschoben wurde. Der Gemeindeboden wird vom Bruggbach, einem linken Zufluss der Sissle, entwässert. Dieser Bach entspringt an den Nordhängen der Geissflue, fliesst nach Norden durch einen Engpass zwischen Stellichopf (865 m ü. M.) und Räbnen (875 m ü. M.) und tieft sich unterhalb von Kienberg mit einem Tal in die Schichten des Tafeljuras ein.
Im Süden verläuft die Grenze meist auf dem Jurahauptkamm, der Wasserscheide zwischen den Einzugsbereichen von Aare und Sissle. Dieser Kamm wird von Westen nach Osten von der Geissflue (an deren Osthang mit 915 m ü. M. der höchste Punkt von Kienberg erreicht wird), dem Rotholz (860 m ü. M.) und der Salhöhe (779 m ü. M.) gebildet. Östlich von Kienberg weist die Höhe der so genannten Burg einen markanten Felsabsturz gegen Norden auf. Von der Gemeindefläche entfielen 1997 4 % auf Siedlungen, 45 % auf Wald und Gehölze und 51 % auf Landwirtschaft. Das Gemeindegebiet von Kienberg ist Teil des Juraparks Aargau, einem «Regionalen Naturpark von nationaler Bedeutung».
Zu Kienberg gehören zahlreiche Einzelhöfe. Nachbargemeinden von Kienberg sind Erlinsbach SO im Kanton Solothurn, Oltingen und Anwil im Kanton Basel-Landschaft sowie Wittnau, Wölflinswil, Oberhof und Erlinsbach AG im Kanton Aargau. Ein Dreikantoneeck mit den Kantonen Aargau und Basel-Landschaft findet sich am Heimetlosenspitz (522 m ü. M.) im ehemals kantonsfreien Heimatlosenplatz.

## Bevölkerung
Mit 528 Einwohnern (Stand 31. Dezember 2023) gehört Kienberg zu den kleineren Gemeinden des Kantons Solothurn. Von den Bewohnern sind 97,3 % deutschsprachig, 0,8 % französischsprachig und 0,4 % sprechen Italienisch (Stand 2000). Die Bevölkerungszahl von Kienberg belief sich 1850 auf 632 Einwohner, 1900 auf 491 Einwohner. Im Verlauf des 20. Jahrhunderts stieg die Bevölkerungszahl bis 1920 auf 547 Personen an, um dann bis 1990 durch starke Abwanderung um über 25 % auf 402 Einwohner abzunehmen. Seither wurde wieder eine deutliche Bevölkerungszunahme verzeichnet.

## Wirtschaft
Kienberg war bis in die zweite Hälfte des 20. Jahrhunderts ein vorwiegend durch die Landwirtschaft geprägtes Dorf. Noch heute haben der Ackerbau, der Obstbau (vor allem Kirschbäume) sowie die Viehzucht und die Milchwirtschaft einen wichtigen Stellenwert in der Erwerbsstruktur der Bevölkerung. Weitere Arbeitsplätze sind im lokalen Kleingewerbe und im Dienstleistungssektor vorhanden, unter anderem in Betrieben der Elektrobranche, des Baugewerbes und in einer Sägerei. Der südlich des Dorfes bis weit in das 20. Jahrhundert hinein betriebene Gipsabbau ist heute eingestellt. In den letzten Jahrzehnten hat sich das Dorf auch zu einer Wohngemeinde entwickelt. Viele Erwerbstätige sind deshalb Wegpendler, die hauptsächlich in der Region Aarau arbeiten.

## Verkehr
Die Gemeinde liegt abseits der grösseren Durchgangsachsen an der Strasse von Erlinsbach über die Salhöhe nach Frick respektive nach Sissach. Durch einen Postautokurs, welcher die Strecke von Gelterkinden nach Kienberg bedient, ist das Dorf an das Netz des öffentlichen Verkehrs angebunden.

## Geschichte
Die erste urkundliche Erwähnung des Ortes erfolgte 1083 unter dem Namen Kunachperch. Später erschienen die Bezeichnungen Chienberh (1173), Chienberg (1185), Kienberg (1201) und Kiemberg (1276). Der Ortsname ist vom althochdeutschen Wort kien (Fichte) abgeleitet.
Der Ort könnte aber schon länger besiedelt gewesen sein, worauf verschiedene archäologische Funde hinweisen. Zwischen 1912 und 1921 fand Louis Jäggi (Lehrer in Kienberg) auf dem Mühlacker zwei Steinbeile aus der Jungsteinzeit. Aus der Bronzezeit sind keine Funde auf dem Gemeindegebiet gemacht worden, aber in der Nachbargemeinde Wittnau am Wittnauerhorn, wurden Keramiken aus dieser Zeit und auch Überreste einer mächtigen Wallanlage gefunden, die um 900 v. Chr. errichtet wurde. Aus der Eisenzeit stammt ein Eisenschwert, das in der Mitte des 19. Jahrhunderts gefunden wurde. In Anwil wurde auf der Bergmatt (500 Meter von der Grenze zu Kienberg) eine keltische Münze gefunden. Da sich das Gemeindegebiet im Einflussbereich des Römischen Reiches befand, wird vermutet, dass zu dieser Zeit auf dem Gemeindegebiet ein oder mehrere Gutshöfe existierten. Allerdings konnte davon bisher keiner archäologisch bestätigt werden, obwohl Louis Jäggi auf dem Behrten römische Ziegel entdeckte.
Aus der alemannischen Zeit sind die Gräberfunde auf dem Hirsacker und dem Leibern aus dem 7. Jahrhundert zu erwähnen. Auch die erhaltenen Ortsbezeichnungen und Namen lassen auf eine Entstehung der heutigen Siedlung zur Zeit der Alemannen schliessen. Bei den Grabungsarbeiten 1835 im Hirsacker stiess man auf gemauerte Gräber. In einem Grab mit einem Gewölbe aus Kalkstein, fand man ein Skelett mit Helm, ein Schlachtschwert und einen Dolch, einen Sturzbecher und eine dreieckige Münze. Diesen Ausgrabungen werden auch ein Reitersporn und eine Riemenzunge mit drei Nietnägeln zugeschrieben. Im Jahr 1878 wurde in einem Skelettgrab ein zweischneidiges Langschwert gefunden. Ob es aus dem Gräberfeld auf Hirsacker oder Leibern stammt, konnte nicht mehr nachvollzogen werden.
Seit dem Mittelalter bildete Kienberg unter den Herren von Kienberg eine eigene Herrschaft, die unter der Oberhoheit des Hauses Habsburg stand. Nach verschiedenen Verpfändungen im Laufe des 14. Jahrhunderts gelangte das Dorf mit seiner Herrschaft 1398 an die Herren von Heidegg. Durch Kauf kam die Herrschaft 1523 gegen den Willen der Österreicher an Solothurn, als letzte territoriale Erweiterung des Kantons. Erst 1532 konnten die Streitigkeiten beigelegt werden.
Unter Solothurner Herrschaft wurde Kienberg der Vogtei Gösgen zugeordnet und bildete einen eigenen Gerichtskreis. Nach dem Zusammenbruch des Ancien Régime (1798) gehörte das Dorf während der Helvetik zum Verwaltungsbezirk Solothurn und ab 1803 zum Bezirk Gösgen. Während des 19. Jahrhunderts war die Posamenterei ähnlich wie in den Gemeinden des Baselbiets in Kienberg weit verbreitet.

## Sehenswürdigkeiten

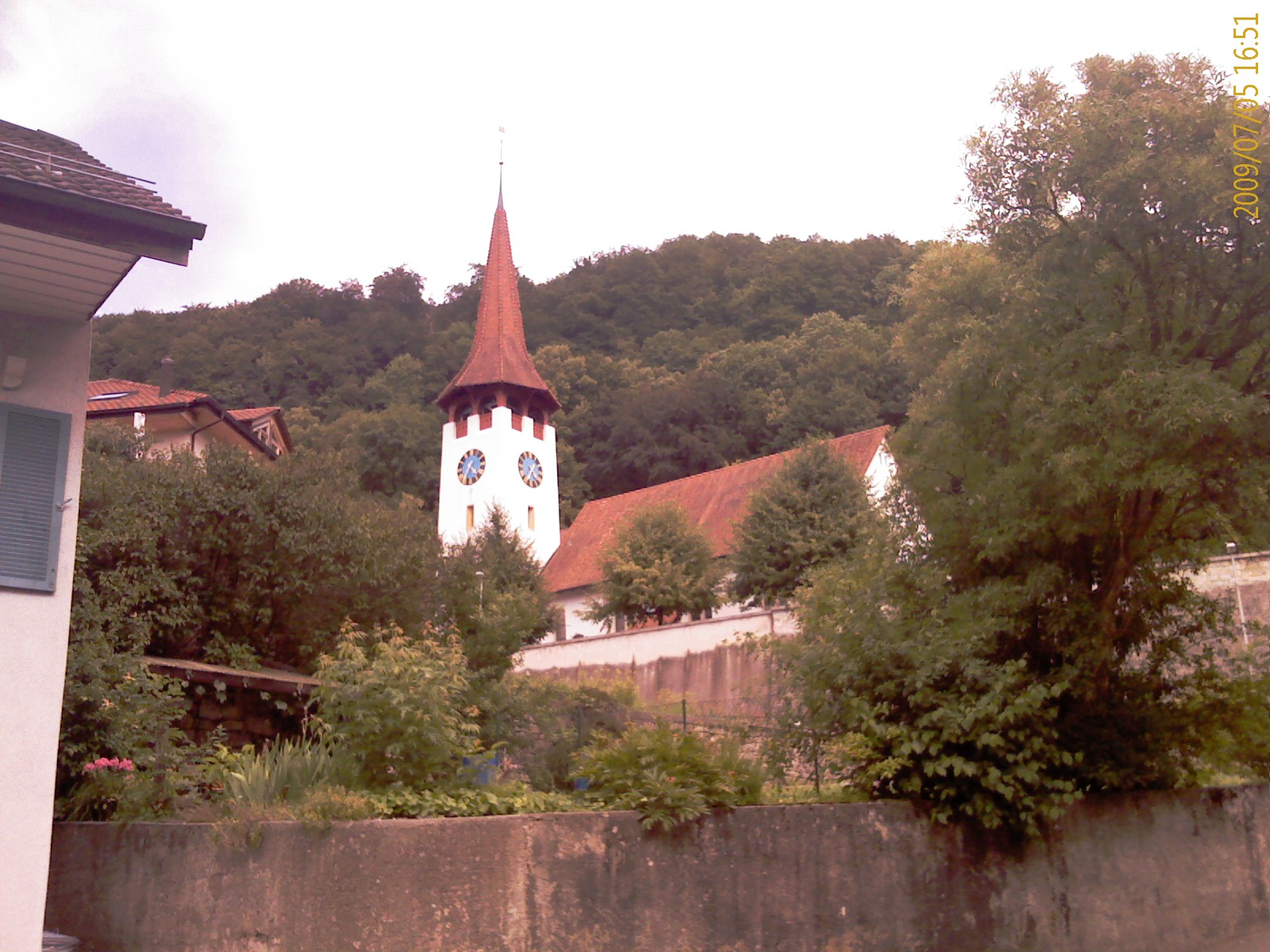
Pfarrkirche Mariä Himmelfahrt

Die Pfarrkirche Mariä Himmelfahrt geht auf ein bereits 1276 erwähntes Gotteshaus zurück. Die Kirche wurde in der Zeit zwischen 1627 und 1635 im Stil des Frühbarock weitgehend neu erbaut. Im Rahmen einer Restauration wurde 1972 die ehemalige Innenausstattung im klassizistischen Stil wiederhergestellt. Die Kirche wurde im Jahre 2009 innen und aussen sanft renoviert. Im Ortskern sind einige charakteristische Bauernhäuser aus dem 18. und 19. Jahrhundert erhalten. Auf dem Gemeindegebiet von Kienberg befinden sich die beiden Burgstellen der Ruine Heidegg und der Ruine Alt-Kienberg. Bemerkenswert sind auch die Dolinen über der alten Gipsgrube im östlichen Ortsteil.

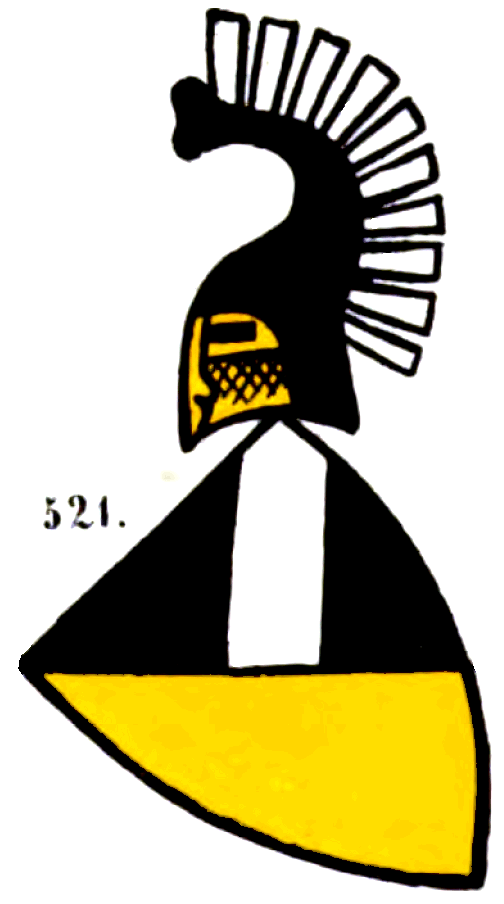
Wappen der Herren von Kienberg, Zürcher Wappenrolle, ca. 1340

## Wappen
Blasonierung:  Schrägrechts geteilt von Schwarz mit weissem Schräglinksbalken und von Gelb 
Dieses Wappen ersetzte 1966 ein seit 1941 bestehendes Wappen „In Gelb auf grünem Dreiberg schwarzer Stamm mit 4 abgehauenen Ästen, besteckt mit 3 roten Flammen.“ Das heutige Wappen ist das der alten Herrschaft Kienberg und entspricht demjenigen der aargauischen Gemeinde Küttigen.

## Persönlichkeiten
- Lukas Hammer, * 1906 in Balsthal, † 1982 in Kienberg. Mitglied des Kantonsrates von Solothurn 1941–53.
- Laurentius von Heidegg, * in Kienberg, † 20. Februar 1549 in Muri. Benediktinermönch und Abt des Klosters Muri.
- Heinrich Hürbi, * 7. Oktober 1849 in Kienberg, † 21. Februar 1902 in Mariastein. Pater und Mitglied des Kantonsrates von Solothurn 1899–1901.
- Peter Hürbi, * 7. Oktober 1853 in Kienberg, † 13. April 1929 ebenda. Mitglied des Kantonsrates von Solothurn 1891–1894 und 1908–1912.
- Ernst Rippstein, * 13. Juni 1882 in Kienberg, † 30. Dezember 1972 ebenda. Mitglied des Kantonsrates von Solothurn 1921–25 und 1933–37.
- Ernst Rippstein, * 25. April 1921 in Kienberg. Mitglied des Kantonsrates von Solothurn 1961–1973. Sohn von Ernst Rippstein (1882).
- Gottlieb Rippstein, * 1862 in Kienberg, † 1914 in Zuchwil. Mitglied des Kantonsrates von Solothurn 1912–14.
- Johann Rippstein (Politiker, 1818), * 21. Juni 1818 in Kienberg, † 15. April 1897 ebenda. Mitglied des Kantonsrates von Solothurn 1876–1886.
- Johann Rippstein (Politiker, 1827) (genannt Weibelgross), * 13. November 1827 in Kienberg, † 16. November 1910 ebenda. Mitglied des Kantonsrates von Solothurn 1856–65.
- Louis Rippstein (-Gubler), * 26. Dezember 1915 in Kienberg, † 28. Juli 1999 ebenda. Major der Traintruppe. Mitglied des Kantonsrates von Solothurn 1949–1977, Kantonsratspräsident 1965. Mitglied des Nationalrates der Schweiz 1967–79. Autor des Buches Kienberg, Die Geschichte einer Juragemeinde.